# Andrew Gold
Andrew Gold est un chanteur, guitariste, compositeur et producteur de musique américain, né le 2 août 1951 à Burbank et mort le 3 juin 2011 à Los Angeles (Californie).

## Biographie
Andrew Maurice Gold est le fils du compositeur Ernest Gold (1921-1999) et de la chanteuse Marni Nixon (1930-2016). Il se lance à son tour dans la musique à la fin des années 1960 et forme le groupe de folk rock Bryndle (en) avec Wendy Waldman, Karla Bonoff et Kenny Edwards, mais il faut attendre 1995 pour que sorte un album au Japon sous le label Pony Canyon (à classer parmi les meilleurs albums[réf. nécessaire] de soft rock californien des années 1990). En 2001 paraît un second album, House of Silence.
Andrew Gold poursuit parallèlement une carrière en solo, rencontrant le succès avec plusieurs singles dont Lonely Boy (en), Genevieve, Thank You for Being a Friend et Never Let Her Slip Away à la fin des années 1970. Dans les années 1980, il forme le duo Wax avec Graham Gouldman de 10cc et connait un certain succès avec les singles Right Between the Eyes and Bridge to Your Heart. Leur premier album, Magnetic Heaven, sort en 1985.
Multi-instrumentiste (il joue de la guitare, de la basse, des claviers, de l'accordéon, de l'harmonica, du saxophone, de la flûte, de la batterie et des percussions), il est également compositeur, mixeur et producteur. Il a notamment écrit de nombreuses musiques de pub pour le Japon. Il peint et joue également la comédie à l'occasion.
Outre sa carrière solo, Andrew Gold a collaboré avec de nombreux groupes et artistes, parmi lesquels Art Garfunkel, America, Bette Midler, Jennifer Warnes, Karla Bonoff, Stephen Bishop, Rita Coolidge, Chris Montan, Sharon O'Neill (en), Ringo Starr, Kathy Mattea, Danny O'Keefe (en), Don Henley, Nicolette Larson, Wendy Waldman, Brock Walsh, Neil Young, Diana Ross, Beth Nielsen Chapman, Louise Goffin (en), Neil Diamond, Randy Edelman, Brian Wilson, Karen Blake (en), Rosemary Butler (en), Fools Gold, Lauren Wood (en), Leo Sayer, J.D. Souther (en), Linda Ronstadt et Eikichi Yazawa.
Diagnostiqué d'un cancer du rein, il suit une chimiothérapie qui semble donner de très bons résultats, cependant il meurt durant son sommeil d'une Insuffisance cardiaque à quelques semaines de son soixantième anniversaire le 3 juin 2011.

## Discographie

### Albums studio
- 1975 : Andrew Gold
- 1976 : What's Wrong with This Picture?
- 1978 : All This and Heaven Too
- 1980 : Whirlwind
- 1996 : …Since 1951
- 1996 : Andrew Gold's Halloween Howls (Fun & Scary Music)
- 1999 : Warm Breeze
- 2000 : The Spence Manor Suite
- 2000 : Intermission
- 2008 : Copy Cat (album de reprises des années 1970)
- 2020 : Something New: Unreleased Gold (Essentiellement des démos - Album enregistré originellement en 1973)

### Compilations sélectives
- 1997 : Thank You For Being a Friend: The Best of Andrew Gold
- 1998 : Leftovers (Compilation d'inédits, raretés entrecoupés de messages téléphoniques hilarants)
- 2020 : Lonely Boy: The Asylum Years Anthology (Coffret 6CD+1DVD : 4 premiers albums studio + Live, raretés, inédits... + Vidéo-clips promotionnels & extraits de concerts)